# Iraklij Abašidze
Iraklij Visarijonovič Abašidze (gruzinsko ირაკლი აბაშიძე
), gruzinski pesnik, * 23. november 1909, † 14. januar 1992, Tbilisi.
Glavna tema njegove poezije sta bili nekdanja in sedanja usoda Gruzije. Njegovo najznamenitejše delo je pesniška zbirka Približanje iz leta 1966. Deloval je tudi kot politik, mdr .kot predsednik zveze pisateljev Gruzije in v letih 1971-90 kot (protokolarni) predsednik vrhovnega sovjeta Gruzije (parlamenta).